# Moonstone
La Dra. Karla Sofen, (alias Moonstone, Meteorite — en España Piedra Lunar, Meteorito — y Ms. Marvel), es una personaje ficticia que aparece en los cómics estadounidenses publicados por Marvel Comics. Apareció por primera vez en Captain America (vol. 1) # 192, creada por el escritor Marv Wolfman y el artista Frank Robbins.
Moonstone es una ex psicóloga que obtuvo sus poderes de una fusión con una piedra de gravedad diseñada por el extraterrestre Kree. La personaje ha sido representada como una supervillana y una antiheroína en varios momentos de su historia de publicación.Ella fue miembro de los Maestros del Mal, Thunderbolts y los Vengadores Oscuros, y en este último grupo reemplazó temporalmente a Carol Danvers como Ms. Marvel.
Moonstone ha sido descrita como una de las supervillanas femeninas más notables y poderosas de Marvel.

## Historial de publicaciones
El personaje apareció por primera vez como un arma de fuego del villano Dr. Faustus en el Capitán América (volumen 1) # 192. Más tarde apareció en el número 228 de The Incredible Hulk, donde se reveló que ella era la psiquiatra del antiguo Moonstone, Lloyd Bloch y que ella lo engañó para que le cediera la piedra lunar. Más tarde se reveló que era miembro de la oscura organización conocida como la Corporación.
Ella apareció en Avengers como parte del equipo de supervillanos, Maestros del Mal. Durante la desaparición de los Vengadores y los Cuatro Fantásticos (después del crossover Onslaught), los Maestros del Mal, Moonstone (como Meteorito) incluidos, se hicieron pasar por el nuevo equipo de héroes llamado los Thunderbolts. Después de 12 números, sus verdaderas identidades fueron expuestas. Moonstone regresó a la serie Thunderbolts en Thunderbolts # 110 de 2007, como el nuevo líder de campo del equipo.
Moonstone fue uno de los personajes de los Thunderbolts que Brian Michael Bendis trasladó a los Vengadores Oscuros, donde tomó la identidad de Ms. Marvel y se convirtió en el personaje principal en el título solista de Ms. Marvel en el número 38. Ella apareció como un personaje regular en la serie Dark Avengers desde el número 1 (marzo de 2009) hasta el número 16 (junio de 2010).
Moonstone regresó a los Thunderbolts en el número 144, después de la era Dark Reign. Ella se convirtió en parte de un programa del gobierno dirigido por Luke Cage para reformar villanos. Junto a ellos estaba Juggernaut, Fantasma, Crossbones y Hombre Cosa. Ella permaneció con el equipo después de que el título pasara a Dark Avengers comenzando con el número 175.
Moonstone también fue miembro del tercer equipo Thunderbolts, que fue relanzado como parte de las secuelas de Avengers: Standoff!. Fue escrito por Jim Zub y dibujado por Jon Malin, el equipo está formado por Moonstone, Soldado del Invierno, Fixer, Atlas y MACH-V. El cómic fue cancelado después de doce números debido al evento Imperio Secreto.

## Biografía

### Orígenes
Karla Sofen nació en Van Nuys, California. Ella creció en la mansión del productor de Hollywood, Charles Stockbridge, como la hija del mayordomo Karl Sofen. Después de la muerte de su padre, su madre Marion Sofen trabajó en tres trabajos para que su hija terminara la universidad, y Karla prometió nunca terminar como su madre y que nunca antepondría las necesidades de otra persona a las suyas. A pesar de tener una práctica exitosa como psicóloga y psiquiatra, a Karla le desagradaba tanto depender de sus pacientes para obtener ingresos que ingresó en el mundo de los super-criminales como ayudante del Doctor Faustus. Fue aprendiz de Lloyd Bloch (también conocido como la Piedra Lunar original), se convirtió en la psicóloga del supervillano y lo manipuló para que rechazara la fuente de sus poderes, una joya extraterrestre de considerable poder, que luego adquirió y absorbió para obtener los poderes de Moonstone. Luego luchó contra Hulk.
Se ha revelado que Karla asesinó a su madre asfixiándola y luego prendió fuego a su casa. También se ha dicho que durante la carrera de Sofen como psicóloga, convenció a los pacientes deprimidos de que se mataran mientras ella los observaba, y fue "instrumental en la hospitalización terapéutica de seis más".

### Maestros del Mal
Karla Sofen trabajó brevemente para la Corporación, controlando a Hulk y manipulando al General Thunderbolt Ross en un ataque de nervios. Ella luchó contra el Capitán América, Falcon, Hulk y Quasar en nombre de la Corporación. Continuó persiguiendo un mayor poder, robando el Enervator de Curt Connors y buscando en la superficie de la luna más fragmentos de Piedra Lunar, pero terminó peleando contra Spider-Man.
Egghead la reclutó para el tercer Maestros del Mal y luchó contra los Vengadores. Sin embargo, su mandato fue efímero ya que se rindió después de la derrota de los Maestros del Mal. No pasó mucho tiempo antes de que ella saliera de confinamiento en Proyecto Pegaso con Blackout, Rhino y Electro, luchando contra los Vengadores y escapando a la dimensión Fuerza Oscura con Blackout. Ella viajó a la Luna de la Tierra donde luchó contra Dazzler y los Inhumanos, y luego fue devuelta a Pegaso.
Más tarde, el Barón Helmut Zemo reclutó Moonstone para el cuarto de Maestros del Mal. Ella participó en la adquisición de la Mansión de los Vengadores por parte de los Maestros. Ella luchó contra la Capitána Marvel y quedó paralizada por un tiempo. Luego tuvo una revancha con el Capitán Marvel. Moonstone luchó más tarde con Volcana. Fue secuestrada por Moonstone original, ahora conocida como Nefarius. Ella derrotó a Nefarius, pero fue recapturada. Eventualmente, ella decidió cumplir su condena en prisión y renunciar a su vida criminal.

### Thunderbolts
Cuando el Barón Zemo formó un grupo de villanos para hacerse pasar por héroes, Moonstone salió de la Bóveda y ella regresó a la villanía como Meteorito, miembro de los Thunderbolts.
Al encontrar a una joven víctima de las manipulaciones genéticas de Arnim Zola, una joven llamada Jolt, Meteorito le dio un codazo a Zemo para que la aceptara en el equipo. Pronto se convirtió en una figura materna para Jolt y utilizó el entusiasmo para crear una base de poder dentro del equipo, reuniendo a los demás detrás de ella. Zemo expuso la verdadera naturaleza del equipo, pero Moonstone se opuso a Zemo, seguido de MACH-1, Songbird y Jolt. Zemo le había lavado el cerebro a los Cuatro Fantásticos y Los Vengadores, pero el pequeño equipo de Thunderbolts, con la ayuda de Iron Man, fue capaz de derrotar a Zemo y Techno. Después de la batalla, los Thunderbolts decidieron pagar por sus crímenes, pero fueron teletransportados involuntariamente a una dimensión alternativa.
En este mundo conocido como Kosmos, Moonstone llevó al equipo a la seguridad del ejército de Kosmosian y finalmente ejecutó el Primotur Kosmosian para asegurar su regreso a la Tierra. Inspirada por Jolt, hizo que los Thunderbolts vieran que sería preferible trabajar para su redención como héroes, en lugar de estar en la cárcel. Después de obtener identidades falsas para el equipo, los alejó de S.H.I.E.L.D. y Lightning Rods, y logró derrotar a Graviton usando sus habilidades psicológicas, haciendo que Graviton se diera cuenta de que no tenía una verdadera meta y le faltaba visión. Sin embargo, los Thunderbolts no estaban de acuerdo con ella, ya que ella simplemente pensó en el presente y no se preocupó por las consecuencias futuras de sus acciones. Cuando Hawkeye se unió al equipo, alegando que serían indultados si seguían al exmiembro de los Vengadores, ella renunció como líder.

### Pesadillas
Poco después, los Thunderbolts lucharon contra los nuevos Maestros del Mal, un verdadero ejército de supervillanos, y Moonstone decidió traicionar al equipo. Pero algo dentro de ella se rompió, y ella derrotó a Crimson Cowl y regresó al equipo.
Gravitón regresó semanas después, después de haber reflexionado sobre las palabras de Karla Sofen. Gravitón se apoderó de la ciudad de San Francisco, convirtiéndola en una isla en el cielo. Los Thunderbolts intentaron detener esto, pero fueron capturados. Gravitón le ofreció a Moonstone un lugar a su lado, como una reina, pero ella se rio de esto. Cuando los miembros más jóvenes del equipo los salvaron, Moonstone se preguntó por qué no aceptó la oferta de Gravitón.
Durante una misión contra el Imperio Secreto, ella se involucró románticamente con Hawkeye. En Thunderbolts # 30, Hawkeye invitó a Moonstone y Songbird a entrenar con él. Mientras Songbird se negó, Karla aceptó. Durante la pelea, Hawkeye elogió a Karla por ser una mujer en condición atlética. Moonstone, sin embargo, dio vuelta a las mesas, complementando el hecho de que Hawkeye entrenó cuatro horas al día para mantener el máximo rendimiento físico humano. Usando la deducción psicológica, captó la atracción de Clint hacia ella. Al final del problema, Karla usó los poderes de la Piedra de la Luna para desnudarse lentamente mientras ella y Clint comienzan a besarse. Songbird luego entra en su momento de intimidad.
Pero a medida que pasaba el tiempo, se vio acosada por las pesadillas de una antigua mujer guerrera Kree, que susurró en sus pensamientos. Poco después, el equipo fue atacado por Scourge matando a Jolt. La muerte de la joven golpeó profundamente a Karla. Posteriormente, Citizen V pidió ayuda contra su propio equipo, el V-Battalion y los Thunderbolts acordaron hacerlo, involucrando a los operativos del V-Battalion en la batalla. Karla estaba desgarrada por luchar contra ellos, porque eran héroes. Lanzó una oleada de sus poderes para detener la pelea, haciéndolos intangibles, y huyó, tratando de descubrir qué estaba mal con ella. Su primera parada fue Attilan, pero los Inhumanos se habían ido. Luego buscó en las computadoras de los Cuatro Fantásticos y encontró la respuesta que estaba buscando.
Ella voló bajo su propio poder al Área Azul de la Luna, donde buscó a la Inteligencia Suprema Kree y exigió la verdad. La Inteligencia Suprema le reveló que el fragmento al que se refería como la "piedra lunar" era parte de una Piedra de vida de Kree, que se usaba para potenciar a los Guardianes de la Galaxia hace siglos. Ajes'ha, la mujer guerrera Kree que perseguía sus sueños, era la anterior propietaria de la piedra lunar, cuyo recuerdo estaba grabado en ella, y siguió guiando a Karla por el camino del heroísmo. Los Thunderbolts lograron alcanzarla, al igual que el Capitán Marvel ofreciéndole ayuda. Dirigidos por el Capitán Marvel, los Thunderbolts fueron a Titán, donde Mentor e ISAAC. Intenté quitar la piedra lunar del cuerpo de Karla. Después de una seria discusión sobre el potencial de Karla para hacer el bien, Mentor le permitió conservar la gema pero borró la memoria del dueño anterior, dejando la mente de Karla, y por consecuencia, sus decisiones, para ella misma.

### Lealtades inciertas
Karla Sofen pronto fue contactada por Gravitón, quien la contrató como tutora. En las siguientes semanas, Karla ayudó a Gravitón a entender y controlar sus poderes de una manera que ni siquiera había soñado, haciéndolo enamorarse de ella. Levantando cientos de ciudades de todo el mundo en un intento equivocado de cambiar la forma de la Tierra a una apariencia de su rostro, los Thunderbolts se volvieron a formar para detenerlo, solo para encontrar a Karla a su lado. Al final, ella los ayudó a detener a Gravitón. Su poder implosionó, sin embargo, enviando a la mayoría de los Thunderbolts, incluyendo a Karla, a Tierra-Contraria.
Mientras estaba atrapada en Tierra-Contraria, a Karla se le dio la tarea de remodelar las mentes de los líderes mundiales, creando una nueva forma de pensar para asegurar la supervivencia de todos. Poco después, Karla extrajo una segunda piedra lunar de ese mundo Lloyd Bloch (conocido como el Águila Fantasma), aumentando dramáticamente sus propios poderes. Los Thunderbolts, junto con Karla, finalmente regresaron a su Tierra.

### "Las mejores intenciones"
Cuando los Vengadores más tarde interfirieron en el plan de los Thunderbolts para controlar la "energía transnormal" del mundo, se activó una prueba de fallos; un dispositivo que Karla había plantado en su parcela privada contra Zemo. La energía robada fue canalizada hacia sus piedras lunares, aumentando aún más sus poderes. Karla intentó usar esta energía para huir, pero Thunderbolts y Vengadores combinaron fuerzas para detenerla. Al final, Zemo terminó en posesión de ambas piedras lunares y Karla quedó en estado de coma.
Desde entonces, Zemo ocasionalmente usó su enlace a las piedras lunares para acariciarla, pero su mente permaneció cerrada.

### Regreso
Más tarde, la Comisión de Actividades sobrehumanas llevó su cuerpo a sus instalaciones, donde ella y Songbird se vincularon mentalmente a través del poder de las piedras lunares. Karla Sofen salió de su coma, y ahora tiene las piedras lunares en su poder nuevamente.
Moonstone se convirtió luego en el líder de campo de los renovados Thunderbolts, patrocinados por el gobierno. El director de este equipo, el semi demente Norman Osborn, finalmente recurrió al chantaje para obligarla a unirse, amenazando con quitarle la piedra lunar y ponerla en coma si se negaba. Moonstone se ve como un líder despiadado pero poco capaz de los Thunderbolts: Songbird la describe como alguien que simplemente le dice a la gente qué hacer en lugar de coordinarlos como grupo, en una de sus primeras misiones (capturando al renegado Jack Flag), ella prefería que la misión terminara temprano para poder tener relaciones sexuales con uno de los agentes del gobierno, Un punto destacado por Songbird en su próxima sesión informativa. Ella está totalmente detrás del nuevo rol de los Thunderbolts y de que deben contar con la aprobación del público para seguir trabajando, pero choca con su compañera de equipo Songbird y su empleador Osborn. Reveló que había estado influenciando a los agentes de S.H.I.E.L.D. para que le dieran placebos a Norman en lugar de la medicación habitual, y también que cuando Osborn se había ido, ella planeaba 'accidentalmente' matar a Songbird en el campo y asumir el mando como líder. Una Águila Americana le dispara en la muñeca con un rayo de ballesta, sujetándola al chorro y arrancándole un poco la muñeca. Cegada por la rabia, posteriormente le ordena a Bullseye paralizar a Águila Americana, quien en su lugar invalida a Bullseye.
Los Thunderbolts se encontraron con Nova que acababa de regresar a la Tierra después de la Aniquilación y se enredaron con Diamondhead. Moonstone aconsejó a su equipo que no subestimara su alto nivel de potencia, lo que hicieron, cuando Nova se mantuvo firme contra los Thunderbolts e incluso sobrevivió a la onda de choque hipercinética de Penitencia. Iron Man y S.H.I.E.L.D. llegaron justo a tiempo para desactivar la situación antes de que la autoridad federal y galáctica pudiera seguir en conflicto.
Cuando los supervillanos psíquicos, Mind-Wave, Caprice, Bluestreak y Mirage, son encarcelados en la base del Thunderbolt, usan sus poderes para alterar las mentes de los Thunderbolts. Ellos obligan a Moonstone a atacar a Doc Samson y Penitencia. La penitencia logra repelerla con una poderosa explosión de energía. Más tarde se menciona que Moonstone sobrevivió, pero su cuerpo necesita una quincena para estabilizarse antes de que pueda ser sometida a una nanocirugía.

### Secret Invasion
Moonstone se encuentra entre los cuatro miembros de Thunderbolts presentes durante un ataque en la Montaña Thunderbolts por parte del agente durmiente Skrull renegado Khn'nr que toma la forma de Capitán Marvel, pero se ha negado a seguir la programación y se ha comprometido a defender a la raza humana. Durante la batalla, Khn'nr revela que su piedra es de origen Kree, y usa sus habilidades de control de energía para apagarla. Cuando los Thunderbolts atacan y abordan una nave Skrull, el Espadachín se enfrenta a un grupo de ellos con la recién devuelta Andrea von Strucker. Moonstone inmoviliza dolorosamente a Espadachín y sugiere una alianza entre los Skrull y Andrea. Andrea resulta no ser un Skrull, sin embargo, y ataca a Moonstone, aunque Bullseye mata a Andrea por detrás. Bullseye también intenta matar a Moonstone, aunque se vuelve intangible, y amenaza a Bullseye para mantenerse en línea.
Más tarde, Bullseye intenta matar a Songbird bajo las órdenes de Osborn. Songbird logra subir al avión Zeus y explota parte de la sede de la montaña de los Thunderbolts. Moonstone sobrevive porque Bullseye le había advertido que fuera intangible, y se va diciendo "al infierno con este equipo".

### Dark Reign
Norman Osborn se acerca a Moonstone mientras Karla Sofen está meditando y le ofrece un lugar en los Vengadores Oscuros. Le dan el nombre en clave de Ms. Marvel, así como el traje original (recuperado de Chica Ultra) después de que Carol Danvers (también conocida como la verdadera Ms. Marvel) se niega a seguir a Osborn. El traje también está muy rayado por Tigra, lo que causa una exposición embarazosa frente a la prensa. En este miembro de la primera misión de los Vengadores Oscuros, Marvel es vista atacando, lo que hace que Morgan le Fay salga disparada de un dragón, lo que causa que Morgan muera en el presente. Después de derrotar a Morgana, Moonstone coquetea con Noh-Varr, y luego eventualmente seduce y duerme con Noh-Varr. Mientras ve una entrevista televisada que está llevando a cabo Norman, Karla le dice a Noh-Varr que los Vengadores Oscuros son todos criminales. Esto le pide a Noh-Varr que abandone el grupo.
Mientras Karla se enfrenta al manto de Ms. Marvel, sale a patrullar y se encuentra con unos hombres que roban un vehículo blindado. Después de matar a los hombres, Karla regresa a la Torre de los Vengadores, donde Osborn le informa que todos los Vengadores Oscuros deben someterse a evaluaciones psiquiátricas y quieren que ella vaya primero, queriendo su opinión profesional sobre las habilidades del Dr. Gerald Wright. Después de repasar psíquicamente algunos de los recuerdos de Karla, la doctora Wright revela que los recuerdos de la muerte de su madre se encuentran detrás de una "puerta en forma de Hulk" y vinieron a matar a los Vengadores Oscuros porque todos están hechos de delincuentes y hacen que Karla empiece a ahogarse a muerte. Mientras Karla se está ahogando, engaña a Wright haciendo que Wright regrese a su cabeza, donde revela que ella mató a su madre y odió que la vean como una criminal y un fracaso. Después de que Karla se libera, ella le pregunta si la doctora Wright está preparada para hacer lo que ella hizo y le dispara el brazo derecho, dejándolo mendigando. Fuera del panel, parece que ahoga a Wright. Fumigando, Karla luego se aleja de Osborn.
Después de que Norman le dijo que buscara A.I.M., Karla repasa los contactos A.I.M. originales de Ms. Marvel y saca una celda A.I.M. en Atlanta, Georgia. Allí encuentra a los bebés MODOC, mejorados para deformar la realidad. Se comunican con ella telepáticamente, diciéndole que necesitan que Ms. Marvel los salve. No está claro si la están controlando o si ella realmente se preocupa por ellos, pero Karla los lleva de vuelta a su habitación en la Torre de los Vengadores para mantenerlos a salvo. Casi inmediatamente su habitación es destrozada por un extraño ser amarillo, provocando la ira de Karla. Con la ayuda de Venom, Noh-Varr y Osborn, Karla logra derrotar al ser misterioso y después de una reunión con los Vengadores Oscuros, los bebés son trasladados a la Montaña de los Thunderbolts, donde son robados por Deadpool en nombre de A.I.M.
Más tarde, mientras volaba por la ciudad, Karla se encuentra con una versión verde del rayo de Ms. Marvel en el costado de un edificio. Karla regresa a la Torre de los Vengadores, donde Osborn le informa que Deadpool robó los bebés MODOC. Karla va a enfrentarse a él en Los Ángeles. Después de derrotarlo, Karla se encuentra con los Nuevos Vengadores y cuatro de los seres misteriosos, cada uno de un color diferente en una base A.I.M. subterránea. Tratando de salvar a los bebés, Karla es demasiado tarde para alcanzarlos cuando Spider-Man los engancha a una máquina. Los cuatro seres misteriosos luego fusionan y reforman a la Ms. Marvel original. Al negarse a dejar que le quiten el título, Karla intenta golpear a Danvers, pero extrañamente, sin importar con qué golpea a Danvers, Danvers sobrevivió a todos y cada uno de los golpes. Eventualmente, se descubre que Danvers tiene una contraparte llamada Catherine Donovan que, muy cerca, le permite a Danvers ser invulnerable. Donovan es posteriormente asesinado por Osborn y se revela que es una creación del Narrador de Cuentos, cuya persona entonces adquiere el cuerpo de Karla mientras lucha contra Danvers. Mientras está atrapada en su propio cuerpo, Sofen se ve obligada a confrontar su propia identidad y retoma su manto de piedra lunar. Como Moonstone, Sofen es capaz de expulsar la conciencia de Donovan, que se fusiona con Danvers al salir, lo que hace que Ms. Marvel vuelva a estar completa. Sin embargo, durante su batalla, Carol usa sus propios poderes para eliminar la piedra lunar de Sofen, lo que la debilita en el proceso. Ella le dice a Sofen que aprendió mucho sobre ella mientras estaba en su mente y le ofrece una oportunidad de redención. Al saber que morirá en 72 horas sin el apoyo de la piedra lunar, Carol la esconde en la tumba de la madre de Sofen y le da la oportunidad de reexaminar su vida y enfrentarse a Osborn.
Karla es enviada por Osborn para ayudar a sofocar los disturbios en San Francisco junto con los otros Vengadores Oscuros y H.A.M.M.E.R. fuera del teatro castro, ella saca a Nekra y Frenzy para sorpresa de Karma, Armadura y Bling. Más tarde, ella entra en conflicto con Rogue, acusándola de atacar a un agente de H.A.M.M.E.R. inconsciente y la ataca brutalmente, aunque Rogue logra engañarla y escapar. Karla es informada más tarde de la situación de Trance por los agentes de H.A.M.M.E.R. y va a confrontarla. Después de sacar a Gambito y Peligro, ella se mete en otra pelea con Rogue. Trance se calla y ataca a Karla. Bajo las órdenes de Rogue, Trance y Gambito logran acabar con Karla antes de teletransportarse con Pixie. Durante la pelea final en Utopia, Karla se enfrenta a Nekra, Frenzy y Bling. Ella viene al lado de Osborn diciéndole que si quieren ganar, tendrán que matarlos a todos, pero el mundo entero está mirando y si matan a uno, tendrán que matarlos a todos y nadie regresará de cometer genocidio en vivo de TELEVISIÓN.
Hombre Molécula convierte a Moonstone en energía pura, luego deshace esto a petición de Sentry.
Moonstone en su disfraz de Ms. Marvel se une a los Vengadores Oscuros en una batalla con los Poderosos Vengadores en el momento en que el Hombre Absorbente ha aprovechado los poderes del Cubo Cósmico.
Moonstone coquetea con Bullseye, afirmando que ella piensa que Bullseye es una locura, pero encuentra a "Hawkeye" atractivo. Karla es sorprendida teniendo relaciones sexuales con Bullseye en la sala de reuniones de la Torre de los Vengadores frente a los agentes de H.A.M.M.E.R. Este acto se percibe como un acto de rebelión de Karla contra el gobierno de Osborn sobre los Vengadores Oscuros. Norman envía a Victoria Hand para hacer frente a la situación. Hand confronta a Moonstone y Bullseye con un grupo de agentes H.A.M.M.E.R. La piedra lunar desobedece las órdenes de Hand, lo que incita a Hand a sacar un arma alienígena para disparar a Moonstone, dejándola inconsciente.
Ella es parte del equipo cuando van a buscar a Noh-Varr en Manhattan, después de que Sentry lo encontró.
Antes del ataque en Asgard, Moonstone es abordada por Mac Gargan, diciendo a Karla de despertar 'pegajosa' después de los sueños y se preguntaba si podía ayudar a Venom. Al principio, parece disgustada por los intentos de Gargan de acercarse a ella. Mientras esto sucede, Daken se acerca a ella y la llama "cariño". Karla envuelve su brazo alrededor del brazo de Gargan y desprecia a "Wolverine" en el proceso.
Durante el asedio de Asgard, se ve a Moonstone ayudando a Osborn a derrotar a Thor. Ella es vista siendo expulsada de la escena por Maria Hill. La piedra lunar se vuelve intangible para evitar las balas. Moonstone es uno de los observadores cuando Sentry desgarra a Ares por la mitad. Moonstone está de pie junto a Osborn cuando los Nuevos Vengadores, Jóvenes Vengadores y Nick Fury liderados por Steve Rogers llegan para ayudar a los asgardianos. Rogers golpea a Osborn con el escudo mientras Karla se retira, incitándola a decir "Bueno, estoy seguro de que @ # $% lo vio venir". Karla se involucra en un combate personal con Carol. Karla gana el intercambio cuando Osborn interfiere en la lucha al disparar a Danvers con un rayo de energía en la espalda. Cuando Osborn es derrotado por Rogers y Tony Stark, y vuelve a ser la persona del Duende Verde, Karla y Bullseye se ven en la distancia. Ambos se dan cuenta de que sería un buen momento para abandonar la batalla.
Moonstone, junto con los otros miembros de los Vengadores Oscuros, son arrestados por los Vengadores. Después de que Rogers se deshace de Osborn, Moonstone y Bullseye aprovechan la oportunidad para intentar escapar. Danvers persigue a Moonstone, solo para que Karla dispare con una explosión de energía. Cuando parece que ella se ha escapado, Stark aparece y la golpea, dejándola fuera de combate. Al mismo tiempo, Bullseye es golpeado por Luke Cage, lo que hace que los dos villanos caigan inconscientes en el suelo, terminando así la participación de Moonstone.

### Regreso de los Thunderbolts
Moonstone ha sido confirmado como miembro del nuevo equipo Thunderbolts, formado después de Siege.
Luke Cage visita la sección de mujeres de la Bóveda, donde recluta a Moonstone para volver a ser miembro de los Thunderbolts. Moonstone afirma que "ya era hora" alguien vino a reclutarla para los Thunderbolts, y que su "disfraz debería ser presionado". El reclutamiento de Moonstone molesta a Songbird, pero fue insistido por las autoridades superiores. Luego de elegir a los miembros, se realizó una prueba para ver dónde se encuentran las lealtades entre el equipo. Se demostró que Moonstone era uno de los pocos que estaba dispuesto a ayudar a Cage y al resto del equipo de apoyo. Durante las misiones, Karla coquetea pasivamente con Cage, aunque es reprendida por él y el resto del equipo por intentar manipularlo. Más tarde afirma que ella respeta genuinamente su heroísmo.
Durante la historia de Avengers: Standoff!, Moonstone era un preso de Pleasant Hill, una comunidad cerrada establecida por S.H.I.E.L.D. Usando los poderes de Kobik, S.H.I.E.L.D. convirtió a Moonstone en un panadero que se especializa en hacer pastelitos. Barón Zemo y Fixer recuperaron su memoria, ella ayudó a asaltar un puesto de S.H.I.E.L.D. que se usaba como el Ayuntamiento de Pleasant Hill.
Tras el incidente de Pleasant Hill, Moonstone se unió brevemente a la encarnación de los Thunderbolts del Soldado del Invierno con el objetivo de evitar que S.H.I.E.L.D. continuara con el Proyecto Kobik. Durante una discusión con el Soldado del Invierno, Kobik se lanzó a través del pecho de Moonstone, arrancando el objeto Moonstone e incapacitando a Karla, que finalmente recupera la Moonstone.
Más tarde, Moonstone se unió a los Thunderbolts para luchar contra la encarnación de los Maestros del Mal del Barón Helmut Zemo que terminó con los Thunderbolts derrotados.
Durante la parte de "Apertura de Salvo" de la historia del Imperio Secreto, Moonstone desertó a los Maestros del Mal después de que el Soldado del Invierno fuera devuelto en el tiempo a la Segunda Guerra Mundial y Kobik fue destrozado. Ella ayudó a reunir las piezas de Kobik.

## Poderes y habilidades
Los poderes de Moonstone se derivan de una piedra de gravedad Kree (que se encuentra en la luna de la Tierra) se carga con energía desconocida y se une a su sistema nervioso.
Ella puede usar la piedra para volar, y llegar a ser intangible de forma que pase a través de objetos sólidos (mientras intangible que es inmune incluso a algunos ataques basados en la magia). Ella puede proyectar láser -como rayos de energía de sus manos (capaz de penetrar en la placa de acero), y también ha demostrado la capacidad de cumplir con luz no coherente omnidireccional en un destello cegador. Además, su vínculo con la piedra le concede su sobrehumana fuerza, resistencia, velocidad y reflejos.
Durante el período en que Moonstone había absorbido una segunda piedra gravedad, que muestra la capacidad de controlar las fuerzas de gravedad, que le permitió mover y manipular de otro modo la materia, para crear campos de fuerza, para aumentar la gravedad alrededor de un objetivo y aplastarlo, para generar en miniatura agujeros negros, e incluso para el transporte de objetos a través de grietas dimensionales. Ella ya no posee la segunda piedra, y actualmente se encuentra en su nivel de energía original.
Es vulnerable a los proyectados astral- seres y formas de energía incluso cuando están en su estado inmaterial. Se reveló que la gravedad de la piedra de piedra lunar también está conectado con su propia fuerza vital. Si ella está separado de él por más de un período de 72 horas, se moriría sin su apoyo.
Además de los poderes que esgrime en virtud de su unión con la piedra de la gravedad, Karla Sofen tiene un amplio conocimiento de la psicología y la psiquiatría, y tiene un MD, especializada en psiquiatría. A menudo se utiliza este conocimiento para manipular los que la rodean para obtener beneficios personales.

## Otras versiones

### Marvel Zombies
Aparece junto a los Thunderbolts en el "Dead Días" one-shot de la miniserie de Marvel Zombies usando su alias del Meteorito. Ella ataca a Thor, se abalanza sobre él, pero queda aturdida por un rayo y luego se destruye cuando Thor le rompe la cabeza.

## En otros medios

### Televisión
- Moonstone apareció en The Avengers: Todos Unidos, con la voz de Susan Roman. En el episodio "Command Decision", que se muestra como un miembro de Baron Zemo y los amos del mal.
- Moonstone aparece en Avengers: Ultron Revolution con la voz de Elizabeth Daily.[79]
  - En el episodio 4, "Sitiados", ella se une a los Maestros del Mal en atacar Industrias Stark, al ser detenidos por los Vengadores, son rescatados por el Barón Helmut Zemo siendo su jefe y engañan a los Vengadores en apoderarse de su torre, enfrentándose a Hawkeye.
  - En el episodio 5, "Los Thunderbolts", hace su aparición como Meteorite, junto con otros héroes llamados los Thunderbolts.
  - En el episodio 6, "Los Thunderbolts al Descubierto", se descubre como Moonstone, cuando ella y los Maestros del Mal decidieron ayudar a los Vengadores a detener al Barón Zemo de usar las partículas de Klaw.

### Videojuegos
- Moonstone aparece en Marvel: Ultimate Alliance 2, con la voz de Tessa Auberjonois. Ella se encuentra dos veces en la Prisión 42. El primer encuentro la tiene a ella y a Bullseye custodiando a Firestar que están tratando de infectar con nanites. La próxima vez es cuando Torbellino ataca y todos los personajes infectados con nanita se reviven y le echan una mano. En las versiones de PSP, PS2 y Wii del juego, ataca a los héroes junto con Songbird.
- Moonstone aparece como jefe en el juego de Facebook Marvel: Avengers Alliance. Más tarde se convierte en un personaje jugable mediante la recopilación de ocho portadas de cómics de Psycho Lockboxes a partir de la misión "Spec-Ops 15".
- Moonstone aparece como un villano y un personaje jugable en el videojuego móvil y de PC Marvel Puzzle Quest.[80]
- El personaje aparece en Lego Marvel's Avengers; Meteorito aparece en el DLC de Thunderbolts, y Moonstone se agrega más tarde para la iniciativa "Mujeres del poder" de Marvel.[81]
- Karla Sofen es referenciada en Marvel's Spider-Man. En un correo electrónico a Peter Parker, Otto Octavius ofrece sugerencias para mejorar el traje de Spider-Man. En las notas, se sugiere un diseño de araña blanca, citando la investigación de Sofen.